# Elemér Terták
Elemér Terták (Budapeste, 2 de novembro de 1918 – Budapeste, 8 de julho de 1999) foi um patinador artístico húngaro, que competiu no individual masculino. Ele conquistou uma medalha de bronze em campeonatos mundiais, duas medalhas de bronze em campeonatos europeus e foi tricampeão do campeonato nacional húngaro. Terták disputou os Jogos Olímpicos de Inverno de 1936 terminando na oitava posição.

## Principais resultados
| Resultados                                            | Resultados        | Resultados    | Resultados    | Resultados        | Resultados      | Resultados      | Resultados    | Resultados    | Resultados    | Resultados    | Resultados    | Resultados    | Resultados    | Resultados    |
| Internacional                                         | Internacional     | Internacional | Internacional | Internacional     | Internacional   | Internacional   | Internacional | Internacional | Internacional | Internacional | Internacional | Internacional | Internacional | Internacional |
| Evento/Temporada                                      | 1933– 1934        | 1934– 1935    | 1935– 1936    | 1936– 1937        | 1937– 1938      | 1938– 1939      |               |               |               |               |               |               |               |               |
| ----------------------------------------------------- | ----------------- | ------------- | ------------- | ----------------- | --------------- | --------------- | ------------- | ------------- | ------------- | ------------- | ------------- | ------------- | ------------- | ------------- |
| Jogos Olímpicos                                       |                   |               | 8.º           |                   |                 |                 |               |               |               |               |               |               |               |               |
| Campeonato Mundial                                    | 7.º               | 6.º           |               | Medalha de bronze | 6.º             | 6.º             |               |               |               |               |               |               |               |               |
| Campeonato Europeu                                    | Medalha de bronze | 7.º           | 5.º           | Medalha de bronze | 5.º             |                 |               |               |               |               |               |               |               |               |
| Nacional                                              |                   |               |               |                   |                 |                 |               |               |               |               |               |               |               |               |
| Campeonato Húngaro                                    |                   |               |               | Medalha de ouro   | Medalha de ouro | Medalha de ouro |               |               |               |               |               |               |               |               |
|                                                       |                   |               |               |                   |                 |                 |               |               |               |               |               |               |               |               |
| Legenda: Competição não foi disputada nesta temporada |                   |               |               |                   |                 |                 |               |               |               |               |               |               |               |               |